# Wiktor Josifow
Wiktor Ganczew Josifow (bułg. Виктор Ганчев Йосифов; ur. 16 października 1985 roku w Omurtagu) – bułgarski siatkarz, reprezentant kraju, grający na pozycji środkowego. W sezonie 2020/2021 występował w drużynie Cerrad Enea Czarni Radom.

## Sukcesy klubowe
Puchar Niemiec:
- 2014

Liga niemiecka:
- 2014

Puchar Challenge:
- 2019

Superpuchar Bułgarii:
- 2021, 2022

Puchar Bułgarii:
- 2022[2], 2023[3]

Liga bułgarska:
- 2022[4]
- 2023[5]

## Sukcesy reprezentacyjne
Mistrzostwa Europy:
- 2009

Memoriał Huberta Jerzego Wagnera:
- 2016
- 2014

## Nagrody indywidualne
- 2009: Najlepszy blokujący Mistrzostw Europy
- 2015: Najlepszy środkowy Mistrzostw Europy
- 2020: Najlepszy środkowy Kontynentalnych kwalifikacji do Letnich Igrzysk Olimpijskich 2020